# Hańczowa
Hańczowa est une localité polonaise de la gmina rurale de Uście Gorlickie située dans le powiat de Gorlice en voïvodie de Petite-Pologne.